# Hiram Silveira Lucas
Hiram Silveira Lucas (Engenheiro Paulo de Frontin, 24 de março de 1937 – Rio de Janeiro, 17 de setembro de 2020) foi um médico brasileiro.
Foi eleito membro da Academia Nacional de Medicina em 1997.